# 長谷川敬
長谷川 敬（はせがわ けい、1931年2月20日 - ）は、日本の小説家・放送作家、詩人。

## 人物
大阪府生まれ。日本大学芸術学部映画学科中退。中部日本放送放送劇団（劇団CBC）第3期生として入団。芹江 敬の芸名で俳優として活動。丸山薫に師事し、詩作や小説を行う。1958年、詩集「棲り木と巣と」で第6回中部日本詩人賞努力賞。1960年に劇団を退団し、放送作家となる。1963年、東京都に拠点を移し、三木鶏郎の事務所に作詞家として所属。
1964年「青の儀式」で第18回文学界新人賞受賞、第51回芥川賞候補。その後も執筆活動を続ける。

## 著書
- 棲り木と巣と 詩集 昭森社 1957
- シグナル人間の世界 テレビ未来学 小原孝弼共著 日本産業教育出版 1968
- 青の儀式 湯川書房 1977.7
- 花形役者殺人事件 有楽出版社 1985.12
- 沖を見る犬 空光丸海難事件 集英社 1985.8
- 東京物語昭和史百一景 時事通信社 1988.8
- 旅情の文学碑 毎日新聞社 1991.12
- 月夜のしっぽ なりそこねた詩人の物語 架空社 1992.9
- ジャンヌ＝ダルク フランスをすくった少女 講談社火の鳥伝記文庫 1993.12
- 山下清 放浪の画家 講談社火の鳥伝記文庫 1994.5
- 原爆ドームの祈り 講談社 1995.7
- 舷燈はるかに 詩人・丸山薫の生涯と風土 木食工房 1999.2
- 記憶の橋 詩集 青銅工房 2003.10

## 劇団時代の出演作品

### テレビドラマ
- O·ヘンリー劇場（1957年、CBC）[2]
- 東京零時刻（1960年、KR）[2]

### ラジオドラマ
- 鏡の中の倭姫（1954年、CBC）[2]。

### 舞台
- にしん場（1954年、劇団CBC） - 静内[3]
- 霧の音（1955年、劇団CBC） - 正男[3]
- 二人だけの舞踏会（1956年、劇団CBC） - 啓介[4]
- 愛の調べ（1958年、劇団CBC） - 新二[4]